# Dendronephthya clara
Dendronephthya clara is een zachte koraalsoort uit de familie Nephtheidae. De koraalsoort komt uit het geslacht Dendronephthya. Dendronephthya clara werd in 1960 voor het eerst wetenschappelijk beschreven door Tixier-Durivault & Prevor. 